# Neoarctia fuscosa
Neoarctia fuscosa är en fjärilsart som beskrevs av Berthold Neumoegen 1891. Neoarctia fuscosa ingår i släktet Neoarctia och familjen björnspinnare. Inga underarter finns listade i Catalogue of Life.